# Oliveira de Frades
Oliveira de Frades es un municipio portugués del distrito de Viseu, región Centro y comunidad intermunicipal de Viseu Dão-Lafões, con cerca de 2400 habitantes.

## Geografía
Es sede de un municipio con 7,45 km² de área y 9506 habitantes (2021), subdividido en 9 freguesias. Se trata de uno de los dos pocos municipios de Portugal que están territorialmente discontinuados, consistiendo de dos porciones, una principal, de mayores dimensiones, donde se sitúa la vila, y a otra menor, a pocos kilómetros al sudeste. El territorio principal está limitado al nordeste por el municipio de São Pedro do Sul, al sudeste por Vouzela, al sudoeste por Águeda, al oeste por Sever do Vouga y al noroeste por Vale de Cambra. El territorio secundario está limitado al norte y al nordeste por Vouzela, al sur y sudoeste por Tondela y al oeste por Águeda.

## Demografía
| Gráfica de evolución demográfica de Oliveira de Frades entre 1864 y 2021 |
|                                                                          |
| Datos según el nomenclátor publicado por el INE portugués.               |

## Freguesias
Las freguesias de Oliveira de Frades son las siguientes:
- Arca e Varzielas
- Arcozelo das Maias
- Destriz e Reigoso
- Oliveira de Frades, Souto de Lafões e Sejães
- Pinheiro
- Ribeiradio
- São João da Serra
- São Vicente de Lafões